# Torpängsgölen
Torpängsgölen är en sjö i Åtvidabergs kommun i Östergötland och ingår i Söderköpingsåns huvudavrinningsområde. Sjöns area är 0,0237 kvadratkilometer och den befinner sig 75,7 meter över havet.